# Drzewica plamista
Drzewica plamista (Dendrocygna guttata) – gatunek dużego ptaka z podrodziny drzewic (Dendrocygninae) w rodzinie kaczkowatych (Anatidae). Nie jest zagrożony. Nie wyróżnia się podgatunków.

## Występowanie
Mindanao i Celebes przez Moluki i Wyspy Tanimbar do Nowej Gwinei i Archipelagu Bismarcka (Nowa Brytania, Umboi, Nowa Irlandia). Ostatnio zanotowany w Australii na Terytorium Północnym i półwyspie Jork.

## Morfologia

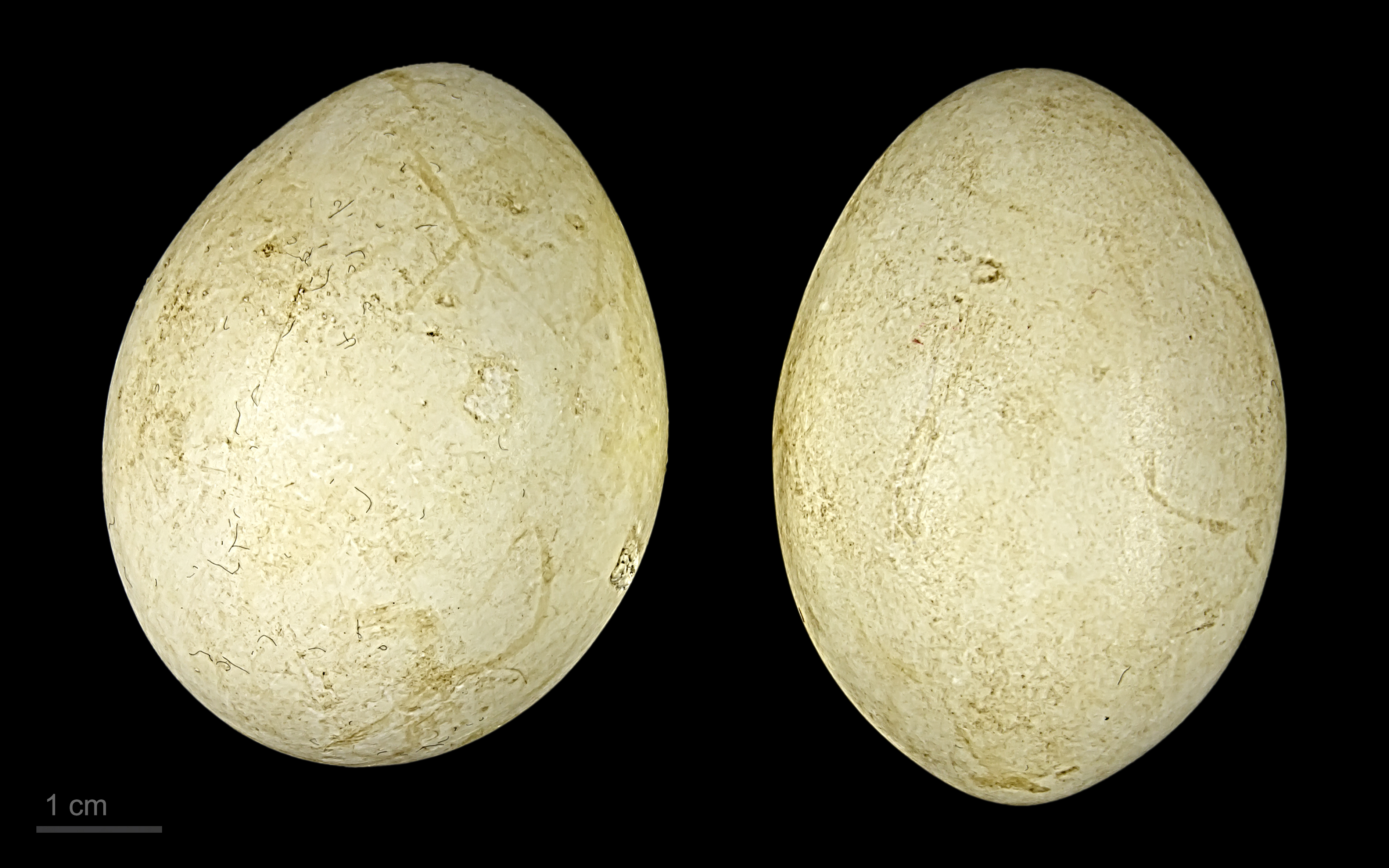
Jaja z kolekcji muzealnej

Długość ciała 43–50 cm; masa ciała samic 610–860 g, samców 590–650 g.

## Tryb życia
Samica składa 10–11 jaj o wymiarach 52 mm × 38 mm i masie 41,6 g. Inkubacja trwa 28–31 dni.

## Status
Międzynarodowa Unia Ochrony Przyrody (IUCN) uznaje drzewicę plamistą za gatunek najmniejszej troski (LC – Least Concern) nieprzerwanie od 1988 roku. Liczebność populacji, według szacunków, mieści się w przedziale 6700–17 000 dorosłych osobników. Globalny trend liczebności populacji uznawany jest za stabilny ze względu na brak istotnych zagrożeń.